# Project.net
Project.net – oprogramowanie open source służące do zarządzania projektami dla systemów operacyjnych Microsoft Windows oraz typu Unix. Wsparciem rozwoju aplikacji, pomocy dla użytkowników oraz udzielaniem informacji zajmuje się firma Project.net Inc.

## Historia
Project.net został założony w 1999 roku w celu stworzenia aplikacji do współpracy przy użyciu Internetu. Wstępny cel firmy było stworzenie i wdrożenie silnika do użytku publicznego i prywatnego. W 2002 PM Magazine nagrodził Project.net nagrodą Editor's Choice w przeglądzie oprogramowania do zarządzania projektami – kategoria aplikacji webowych.

## Licencja
Project.net jest dostępny na warunkach licencji Mozilla Public License lub licencji komercyjnej w zależności od wymagań użytkownika.